# Louis-Estienne de Pilavoine
 (décembre 2014).
Si vous disposez d'ouvrages ou d'articles de référence ou si vous connaissez des sites web de qualité traitant du thème abordé ici, merci de compléter l'article en donnant les références utiles à sa vérifiabilité et en les liant à la section « Notes et références ».
Louis-Estienne de Pilavoine, né en 1644 à Paris et mort en février 1720 à Surate (Inde française), est un administrateur colonial français du XVIIIe siècle. Il fut gouverneur de Pondichéry en 1713 et directeur général de la Compagnie royale des Indes.

## Biographie
Louis-Estienne de Pilavoine est le fils d’Étienne Pilavoine, marchand bourgeois à Paris, et de Marguerite Fonteny, et le petit-fils de Charles Pilavoine, aussi marchand bourgeois à Paris, et de Marie Beaudeau.
Il demeure rue Saint-Honoré, de la paroisse de l'église Saint-Germain-l'Auxerrois, à Paris. En 1664, il est commis ambulant. Puis, on le retrouve notaire royal établit en l'Isle Dauphine actuellement Madagascar en 1667.
Il embarque au Havre sur le navire Blampignon et débarque à l'Isle Dauphine en 1674 ou il commence sa carrière en tant que procureur du roi. Il est chef et directeur général de la Royale Compagnie de France pour le territoire de Surate le 24 mars 1685. Il débarque du Pontchartrain en juillet 1697 et il adresse au comte Louis II Phélypeaux de Pontchartrain un important mémoire sur la situation des affaires de l'Inde. Il devient ensuite conseiller au conseil souverain de Surate, puis, est nommé chef et directeur général de la Compagnie royale de France (Compagnie des Indes) à Surate en 1685.
En 1713, il est nommé gouverneur de Pondichéry, mais reste à Surate. Il est reçu au sein de l'ordre royal de Notre-Dame du Mont-Carmel et de Saint-Lazare de Jérusalem en 1715. Il restera officiellement gouverneur de Pondichéry jusqu'en 1716. Cette même année le Roi Louis XIV lui confère des lettres de noblesse au nom de Chevalier de Pilavoine.
En 1720, il est président du Conseil supérieur de Surate et directeur général de la Compagnie royale des Indes à Surate.
Il épouse à Rouen en 1690 Marie-Anne des Hayes (1656-1735). Ils auront quatre enfants : Louis Maurice de Pilavoine, Membre du Conseil Supérieur de Pondichéry (1692-1772) et dont postérité, Élisabeth de Pilavoine (1695-1731) épouse Le Febure, Louise Henriette de Pilavoine (1701-1748) épouse du conseiller Jean Jacquelin de la Motte-Duplessis (1693) et Jeanne de Pilavoine épouse du directeur Jacques Julien de Flacourt (1690-1736). Il fut un ami personnel de François Martin (1634-1706) qui parle de lui dans ses Mémoires.

## Armoiries

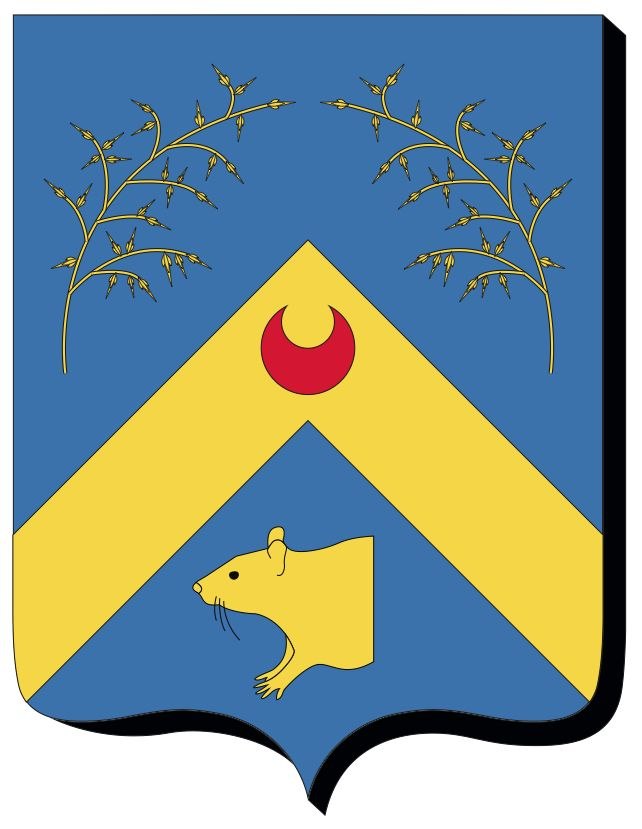
Blason de Pilavoine

« D'azur au chevron d'or chargé sur la pointe d'un croissant de gueules et accompagné en chef de deux brins d'avoine et en pointe d'un demi-rat de mesme, le tout d'or » Armes d’Étienne Pilavoyne, marchand, enregistrées dans l'Armorial Général de France de 1696 de Charles d'Hozier.

## Distinctions
- Chevalier de Saint-Lazare et de Notre-Dame du Mont Carmel en 1715
- Lettres de noblesse de Louis XIV, 1716 (chevalier de Pilavoine)